# Torre per pallini

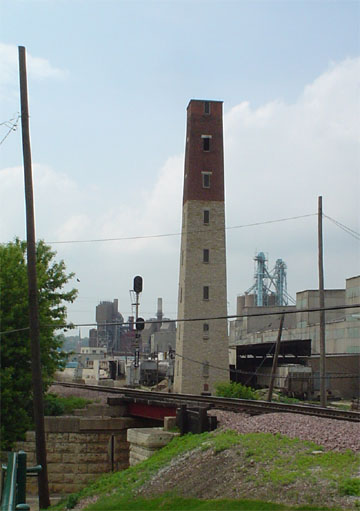
La torre per pallini di Dubuque, nell'Iowa.

Una torre per pallini, detta anche torre di fusione, è una torre, solitamente di forma troncoconica e realizzata in mattoni, appositamente progettata per la produzione di pallini di piccolo diametro mediante la caduta libera di piombo fuso, che termina poi il proprio corso in una vasca d'acqua. I pallini così prodotti vengono poi principalmente utilizzati come proiettili per fucili ma anche per realizzare zavorre, schermature anti-radiazioni e tutte le altre applicazioni in cui sono utili piccole palline di piombo.

## Produzione di pallini

### Il processo

Lo schema di funzionamento di una torre per pallini.

In una torre per pallini, il piombo fuso, o comunque una sua lega, viene trasportato fino all'ultimo piano della torre e quindi lasciato cadere attraverso un setaccio di rame. Il piombo fluisce quindi sotto forma di filamenti che, nel corso della caduta, si frammentano in gocce, le quali, a loro volta, grazie alla tensione superficiale, tendono via via ad assumere la forma di minuscole sferette, raffreddandosi al contempo, finché non cadono in una vasca d'acqua sita nella parte bassa della torre. Qui i pallini terminano il proprio raffreddamento, quindi vengono estratti e sottoposti a un controllo di qualità volto a testarne la sfericità, smistati per dimensione e infine lucidati con una piccola quantità di grafite onde prevenirne l'ossidazione.
Per produrre pallini di diametro diverso si utilizzano setacci con fori della dimensione desiderata, tenendo conto del fatto che la dimensione massima delle sferette è limitata solo dall'altezza della torre: più sono grandi i pallini, infatti, più lungo sarà il tempo necessario perché questi si raffreddino a sufficienza prima di arrivare alla vasca d'acqua, e più alta, quindi, dovrà essere la torre. Per produrre pallini con un diametro massimo di 2,4 mm (i N° 6) è ad esempio necessaria una torre con un percorso di caduta di almeno 40 metri, mentre per produrre pallini con un diametro massimo di 3,5 mm (i N° 2) è necessaria una torre che garantisca una caduta libera di almeno 80 metri.

### Storia

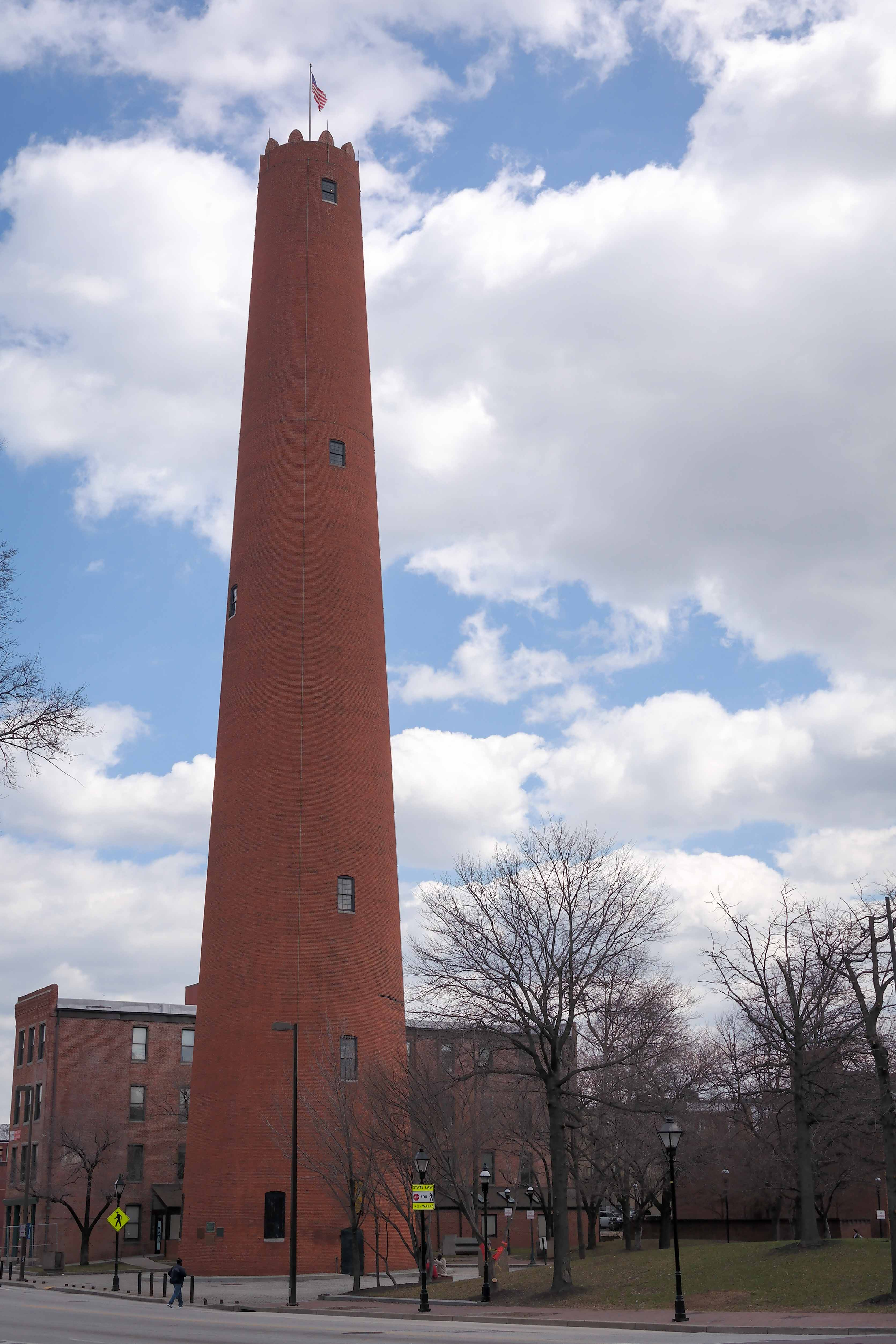
La torre per pallini Phoenix di Baltimora, costruita nel 1828.

Il processo di produzione di pallini di piombo attraverso una torre a caduta fu inventato dall'idraulico inglese William Watts, che brevettò tale sistema nel 1782 e che, sempre nello stesso anno, ampliò la propria casa di Redcliffe, un quartiere di Bristol, per costruire la prima torre per pallini della storia.
Nel giro di pochi anni, Watts fece fortuna e si ritirò a vita privata, mentre le torri per pallini si moltiplicarono in tutto il mondo, con, ad esempio, la prima torre statunitense che fu realizzata a Filadelfia nel 1808. La produzione mediante torri di fusione, infatti, sostituì le precedenti tecniche che impiegavano colate di piombo fuso in costosi stampi per pallini, o il gocciolamento di piombo fuso in botti d'acqua, un metodo che produceva pallini di sfericità decisamente insufficiente visto e considerato che la più piccola imperfezione nella sfericità avrebbe potuto causare la rottura di una macchina, dove i pallini più grandi potevano essere usati come cuscinetti a sfera, o l'esplosione di un fucile.
Nel 1848 la T. O. LeRoy Company di New York brevettò un metodo chiamato "torre a vento", il quale prevedeva l'utilizzo di una struttura simile a una comune torre per pallini a cui veniva aggiunto un potente getto d'aria che soffiava in direzione opposta a quella della caduta dei pallini, accelerandone quindi il raffreddamento; ciò portò a una drastica diminuzione dell'altezza delle torri e alla possibilità di realizzare, a parità di altezza, pallini più grandi. Tuttavia, la costruzione di torri funzionanti ancora senza flusso addizionale d'aria andò avanti perlomeno fino alle fine degli anni 1880.

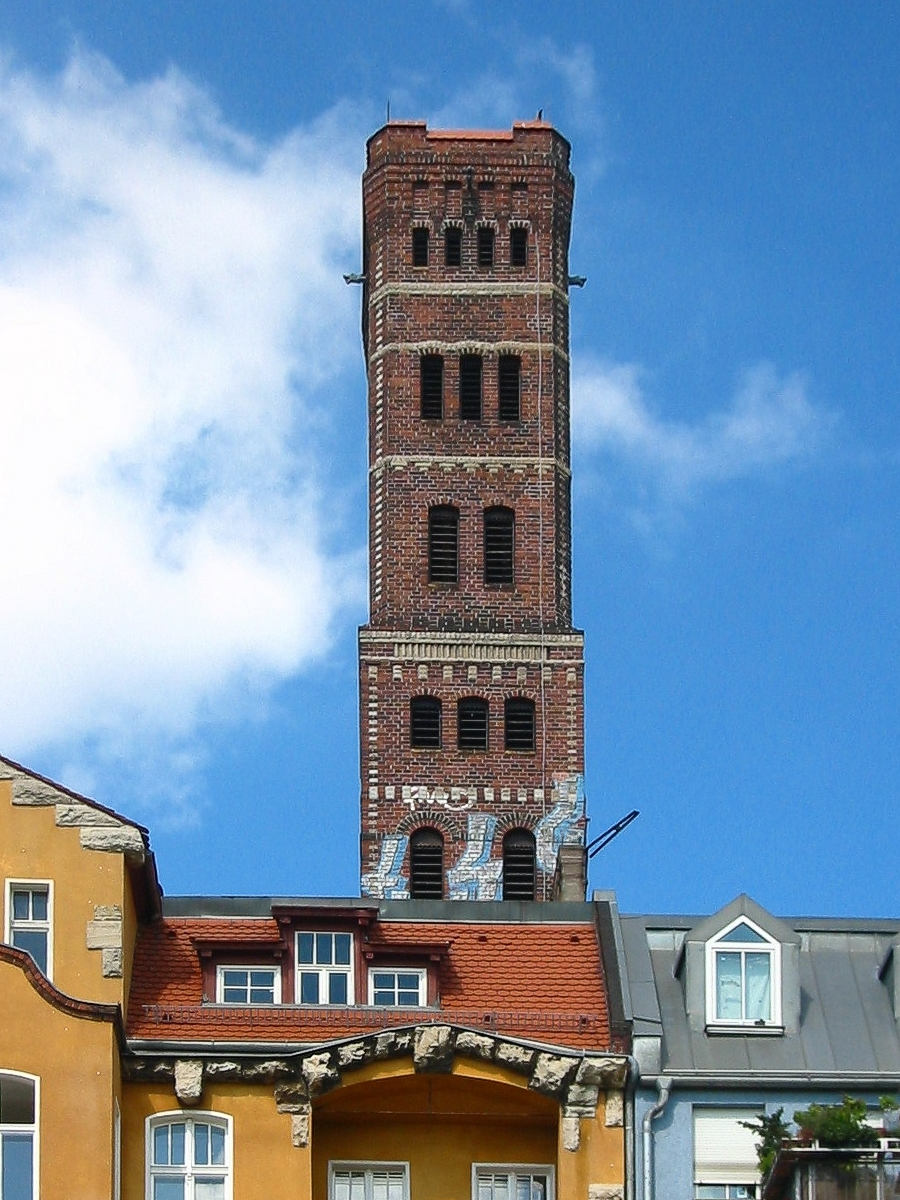
La Schrotkugelturm di Berlino costruita dalla Bleigießerei und Maschinenfabrik Juhl & Söhne.

A partire dagli anni 1960, per la produzione di pallini di piombo di diametro più piccolo è stato adottato il metodo Bliemeister (dal nome del suo inventore, lo statunitense Louis W. Bliemeister, che lo brevettò nel 1961), mentre per quelli di dimensioni più grandi è stato adottato un processo di produzione che prevede la formatura con matrici di due semisfere e poi la successiva pressatura di queste a formare i pallini. A partire da quegli anni, quindi, le torri per pallini, comprese quelle che sfruttavano il metodo della "torre a vento", smisero quasi del tutto di essere utilizzate e furono per la maggior parte smantellate, diventando una rarità nel panorama industriale che le vede comunque, in alcuni casi, ancora attive. Tuttavia, in molte città di tutto il mondo, alcune torri dismesse sono state elette a monumento di archeologia industriale e sono entrate nei registri dei beni nazionali di interesse storico di molte nazioni. Ne sono un esempio la torre per pallini Phoenix, di Baltimora, che fu realizzata nel 1828, diventando l'edificio più alto di tutti gli Stati Uniti d'America, e che oggi è adibita a museo, la torre per pallini realizzata dalla Bleigießerei und Maschinenfabrik Juhl & Söhne nel 1908 a Berlino, costruita con uno stile che ricorda quello delle torri medievali dell'italia settentrionale, come quelle di San Gimignano, e la Cheese Lane Shot Tower, realizzata nel 1969 in sostituzione della prima torre per pallini realizzata da Watts nel 1782. Esempi italiani sono invece quelli della torre per pallini cagliaritana di viale Diaz, e la triestina "Torre dei Balini", realizzata nel 1839 dalla famiglia Ciana, divenuta bene sotto tutela della Soprintendenza per le Belle Arti con la motivazione "raro ben conservato esempio di edificio industriale ottocentesco" dopo il terremoto del 1976, e infine venduta nel 2000, per 5 milioni di lire, alla ditta Zani.

## Galleria d'immagini

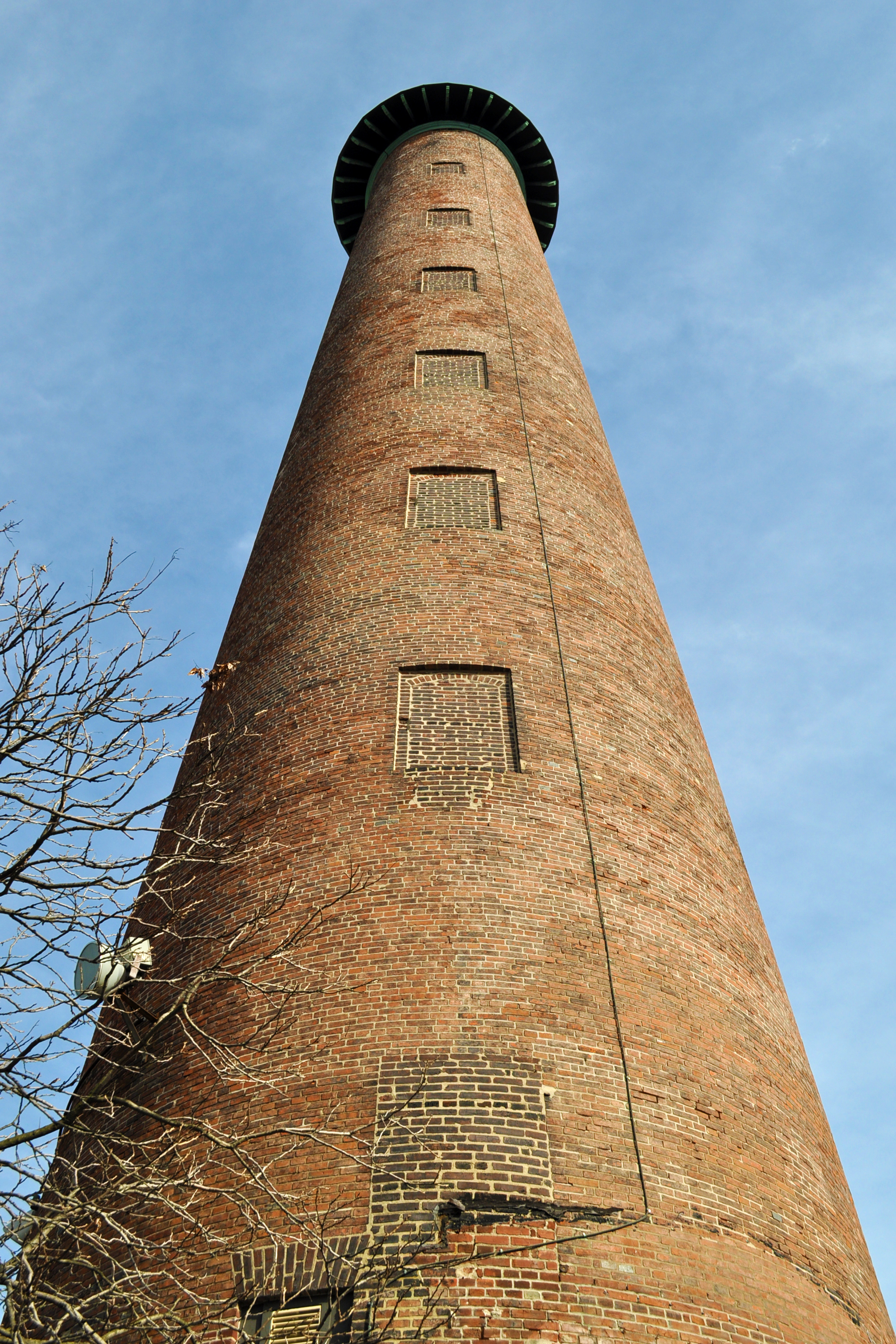
La torre per pallini Sparks, costruita a Filadelfia nel 1808
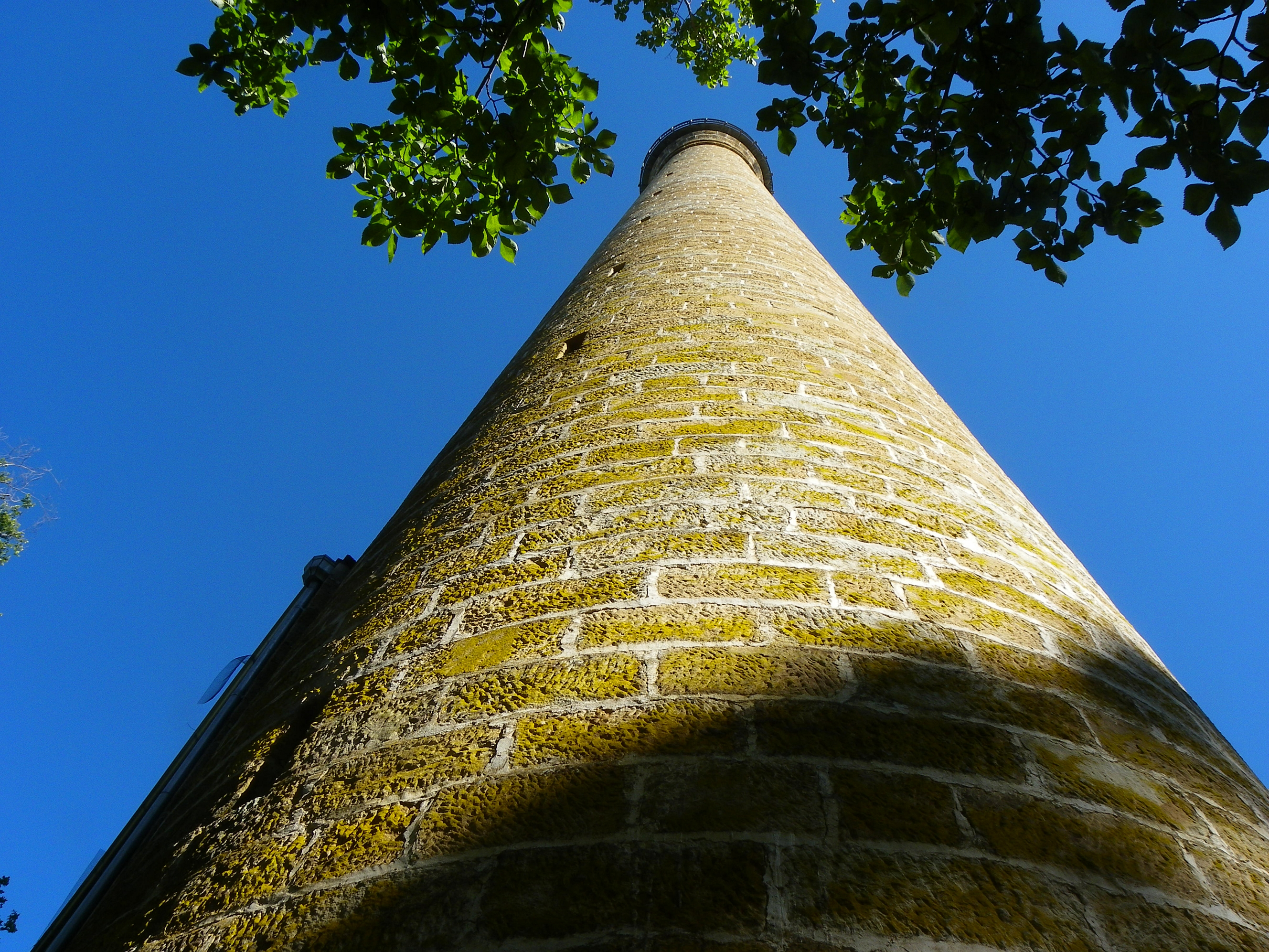
La torre per pallini di Taroona, in Tasmania, realizzata nel 1870
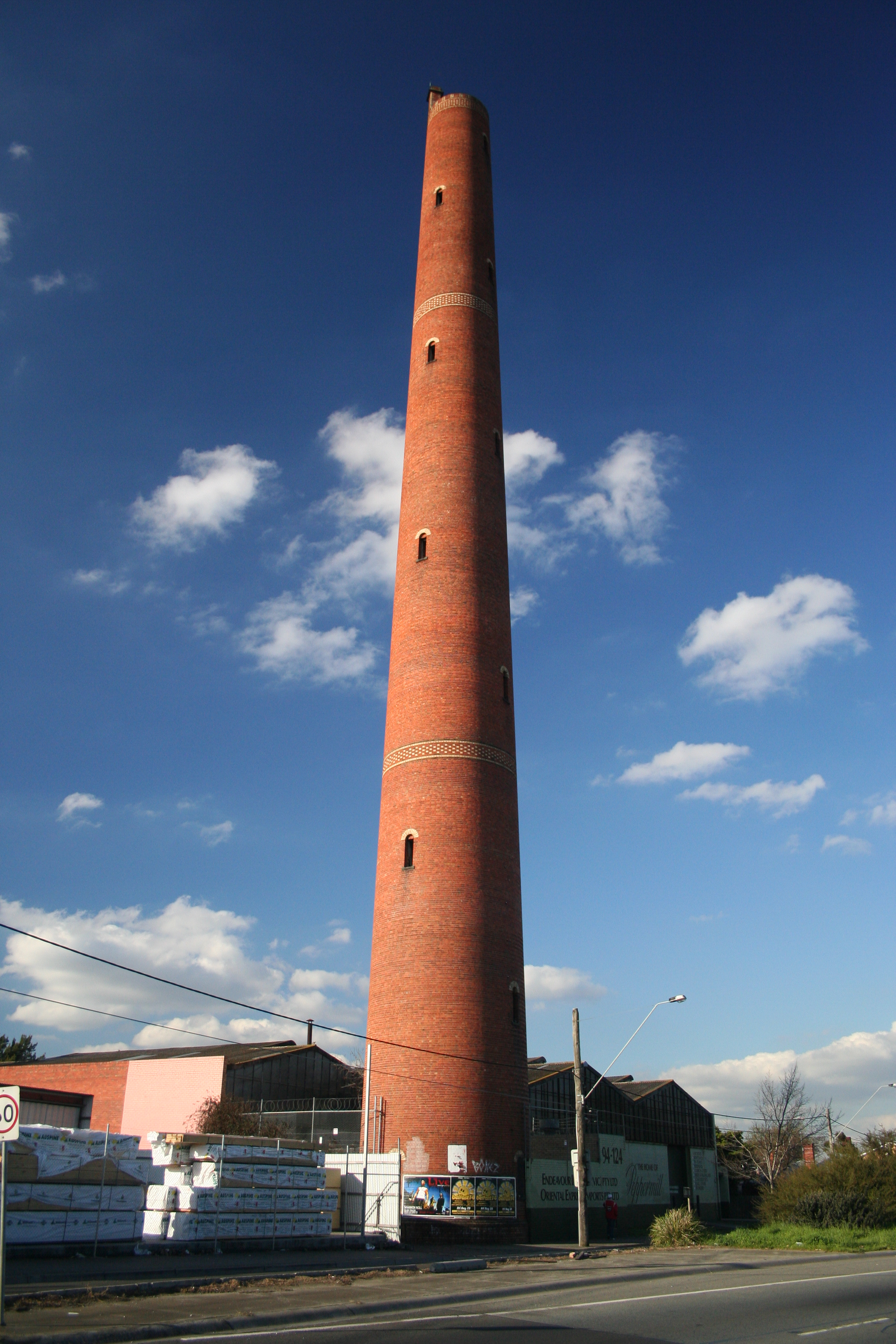
La torre per pallini Clifton Hill di Melbourne
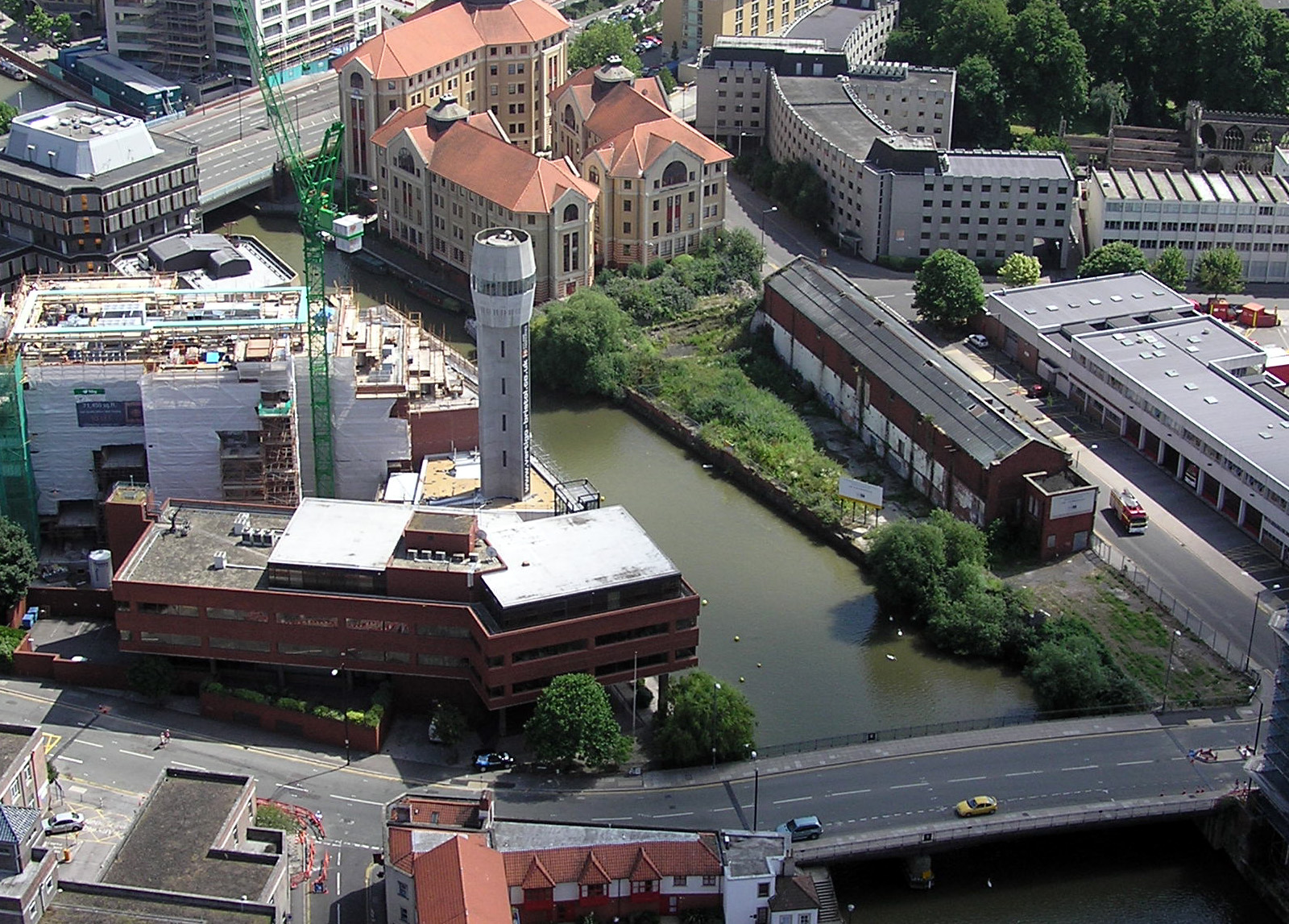
La torre realizzata nel 1969 al posto della prima torre di fusione realizzata da Watts.
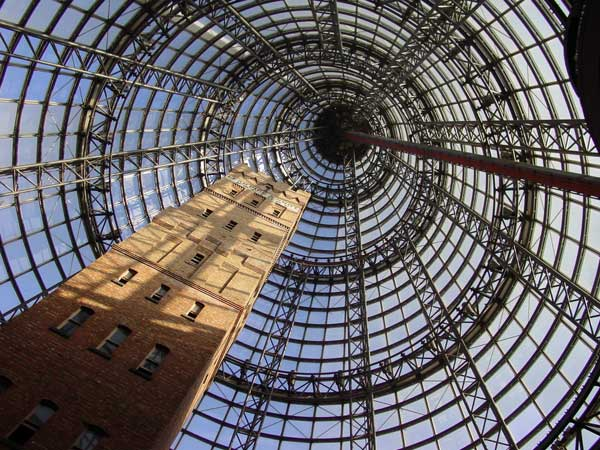
La Central Shot Tower di Melbourne, oggi racchiusa da un'architettura conica in vetro e altri materiali, detta Melbourne Central cone
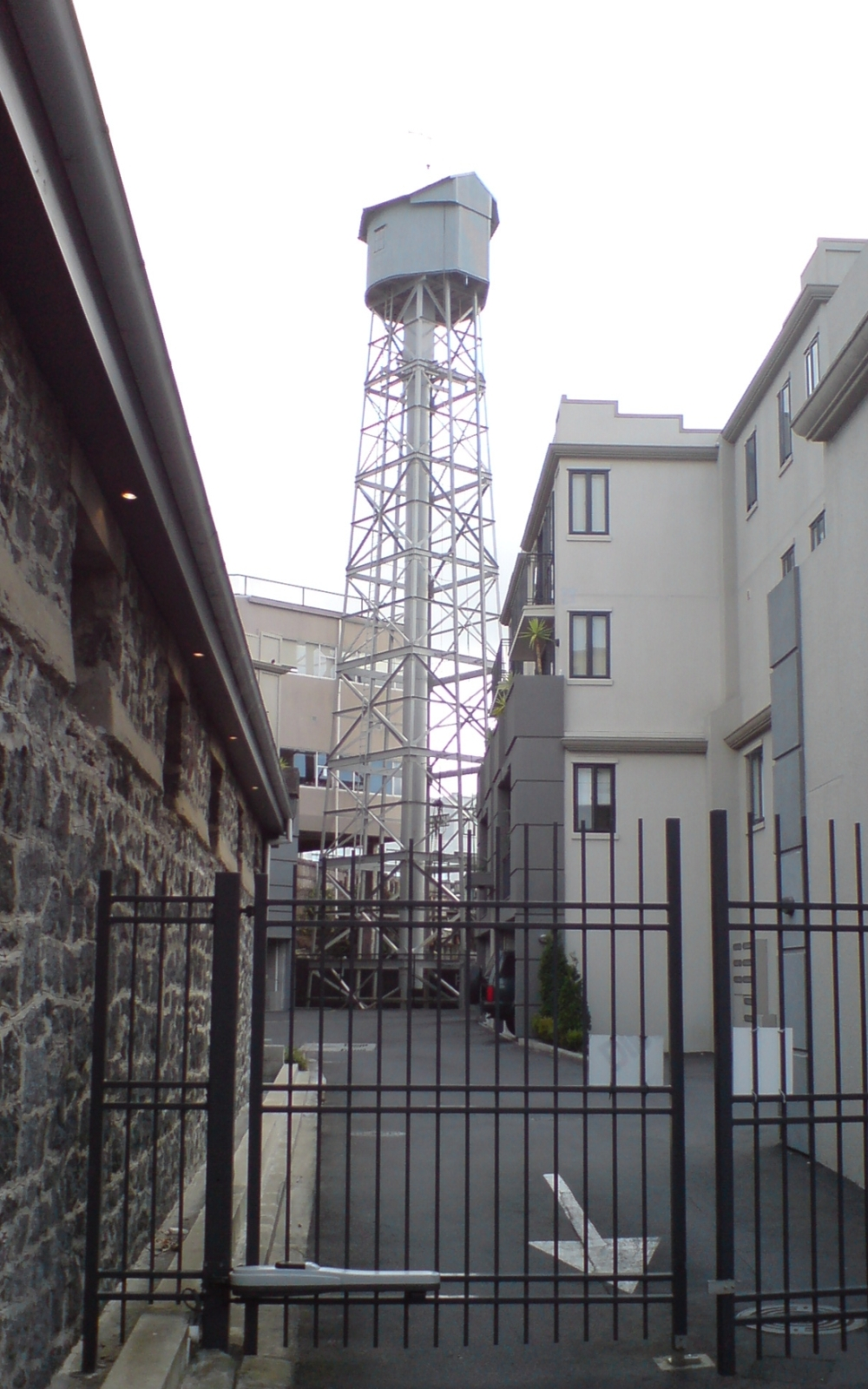
La Torre per pallini neozelandese della Colonial Ammunition Company a Auckland
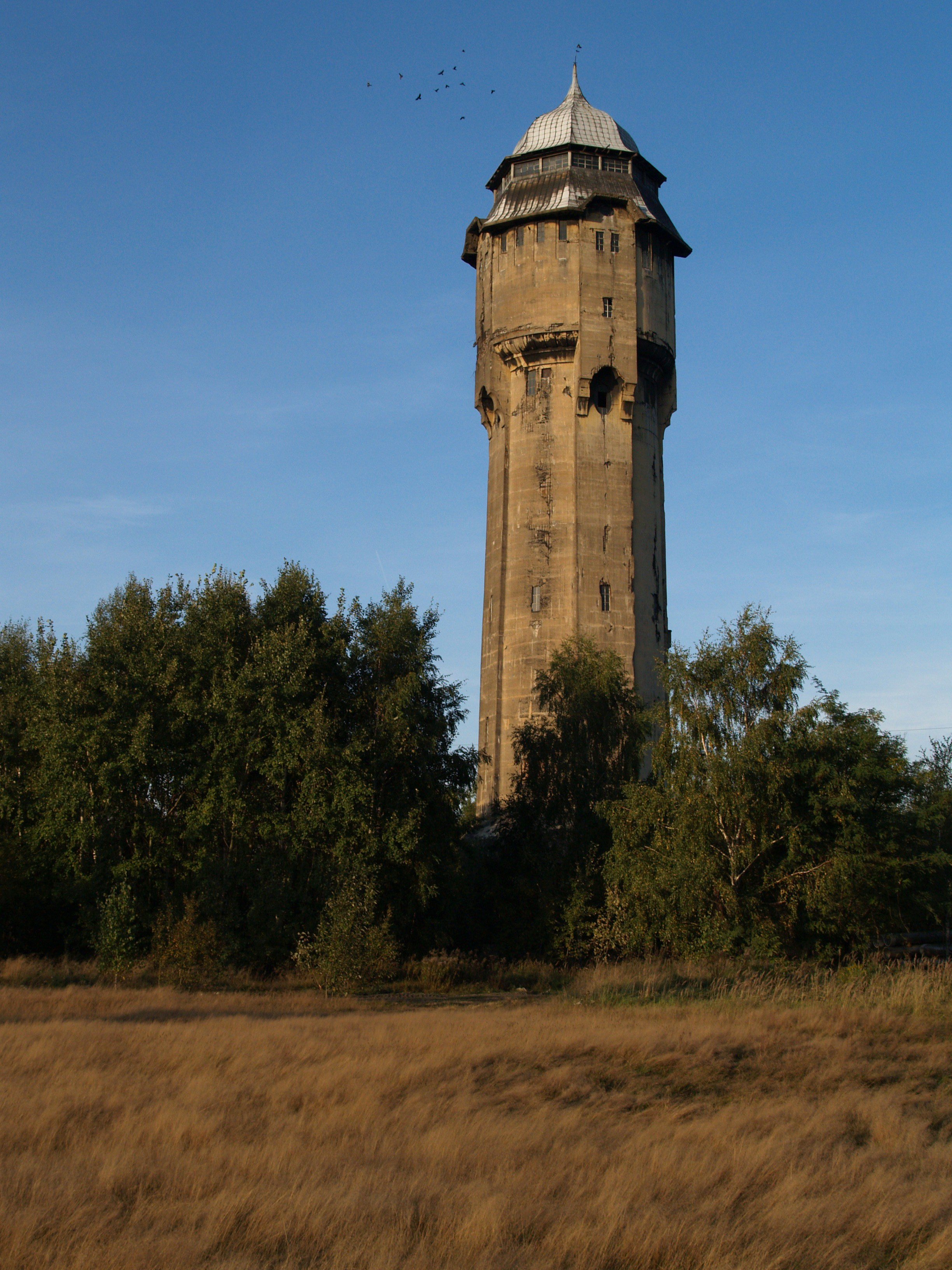
Una torre per pallini realizzata nei pressi di Katowice, in Polonia